# 中聯辦在港物業爭議
由九十年代至今，中央人民政府駐香港特別行政區聯絡辦公室（簡稱：中聯辦）在香港最少在13個屋苑或單幢樓購入單位作員工宿舍，最少涉及190伙，總樓面近14萬方呎。九十年代主要購入在當時總部附近的灣仔或跑馬地物業，而當總部搬到西營盤後，就開始轉買西區住宅，但原有的灣仔區住宅多數未有沽出。自回歸起用近25億元購入超過13項住宅、商廈甚至舖位；單計住宅已購入172伙。中聯辦一改回歸初期的低調作風，更高調地介入香港的政治和經濟生活，增加編制人手、並購置物業安置員工。現中聯辦購買的物業中，未見有任何承造按揭紀錄。2007年1月，立法會政制事務委員會編號CB(2)898/06-07(02)文件明確表示，中央政府在香港特區設立的機構，包括「中央人民政府駐香港特別行政區聯絡辦公室」（中聯辦）。
截至2019年4月政府披露的立法會財委會文件顯示過去5個財政年度，中聯辦和中央機構共獲豁免1.28億元印花稅。根據《印花稅條例》，中央駐港機構買物業時毋須繳印花稅，多名泛民主派立法會議員要求政府堵塞漏洞，檢討讓駐港機構以子公司買物業獲豁免繳稅的做法。
2020年4月13日，中聯辦指責立法會內務委員會副主席郭榮鏗在主持內務委員會選舉時「濫用權力」，郭榮鏗回應指，中聯辦及港澳辦均無任何權力或資格，去影響或評論立法會及和委員會如何運作，以及立法會議員如何屐行職務，亦無任何法例賦予權力處理諸如公職人員行為失當等指控。至4月17日，中聯辦發言人稱，港澳辦及中聯辦「不是《基本法》第22條所指的一般意義上的『中央人民政府所屬各部門』」，认为其代表中央人民政府本身，自稱「有權就立法會事務行使監督權」。而包括2018年6月13日香港立法會記錄在內的多份文件表示，中聯辦受廿二條所約束，及後事件引申成為對中聯辦獲豁免高達$2億印花稅。由於中聯辦一直被政府視為中央人民政府駐港機構，故中聯辦及其子公司在港購買物業，可根據《印花稅條例》獲豁免印花稅。然而，如果中聯辦有關宣稱正確，則中聯辦並不符合《印花稅條例》豁免印花稅的要求。政府被問及會否向中聯辦追收過往豁免的印花稅，則未有回應。

## 用途
這些物業當中，部分為中聯辦全幢持有，只有街道及門牌號碼，外牆沒有大廈名稱，即使當區居民亦難以知道大廈來歷；當中西半山蒲飛路 18 號物業全幢物業，住客包括中聯辦高層。資深傳媒人呂秉權指出，中聯辦涉及特務人員，例如情報收集工作等，因此其大廈管理必須更小心，又認為購入全幢物業避人耳目。

## 各界對爭議立場

### 民主黨
民主黨立法會議員涂謹申希望中央機構置業同時，需要顧及港人住屋需要及感受，政府亦應披露相關物業免稅詳情，提高透明度。

### 香港眾志
2020年4月，香港眾志發表了「中聯辦十八區私竇大起底報告」，公布了中聯辦在香港持有的至少 757 個物業單位，總值接近 34 億港元。眾志秘書長黃之鋒批評，這正正顯示他們正擴張其政治勢力；又指其物業遍佈港九新界，「梗有一間喺左近」。
黃之鋒又批評，中聯辦在港置業豁免稅務並沒有附帶條件，變相鼓勵其置業行動，存在圖利的漏洞。中聯辦更將持有的商用辦公室作政治用途，租予灰線、紅底組織營運，如在 2012 至 2019 年，連續 7 年租借予民建聯作南區支部辦事處，反映中聯辦與建制組織的連繫及合作。

## 物業清單
香港中联办据报在港持有下列物业：
- 新民置業有限公司(中聯辦擁有之公司，部分物業以此公司名義擁有。)[10]

### 中西區
- 堅尼地城泓都第2座48至57樓的D及E室14伙，涉及總樓面達6,748方呎，2016年12月30日斥資1.2152億元購入[10]
- 香港中聯辦大樓－西營盤西港中心
- 西營盤樂怡軒全幢
- 西營盤鉑峯全幢48伙，2014年12月斥資4.8億元購入
- 西營盤高樂花園11伙[10]，2015年至17年斥資0.5643億元購入
- 西營盤昌寧大廈共14伙，2007年至16年斥資0.3623億元購入
- 薄扶林寶翠園2座26樓D室，2018年9月19日斥資1,720萬元購入，實用面積664方呎，呎價25,904元
- 薄扶林蒲飛路18至24號全幢，共52個單位，為中聯辦主任官邸
- 上環信德中心西翼25樓10至12室和32樓10至12室，合共面積1.55萬方呎
- 上環信德中心西翼西翼32樓01至02室及09至12室

### 灣仔區
- 灣仔華景樓地鋪
- 灣仔霎西街3號一樓
- 跑馬地聚寶閣全幢
- 跑馬地成和道16號全幢，共69個單位
- 跑馬地樂活道1號
- 跑馬地山村道8號

### 東區
- 北角清華街10至16號，共69個單位
- 北角聯合大廈單位
- 柴灣灣景園14個單位，2012年3月斥資6,206萬元購入

### 南區
- 大潭大潭道21號，2007年以1.668億元購入面積11,750方呎空地

### 九龍城區
- 九龍塘約道6號（九龍工作部舊址），2014年11月以2.384億元沽出

### 油尖旺區
- 大角咀君滙港共48伙，2007年3月斥資1.7億元購入，有不少中聯辦處長級官員居住。

### 沙田區
- 沙田小瀝源都會廣場地下及1樓部分（新界工作部），2003年起斥近5000萬元購入
- 沙田沙田第一城9個單位，包括7座14樓E室、8座25樓E室、20座12樓A室、44座10樓B室[10]，2015年6月斥資0.5億元購入

### 觀塘區
- 觀塘宏基資本大廈22樓全層連同4個停車位（九龍工作部），2013年11月年以1.1億元購入
- 觀塘凱滙5座43至49樓合共20伙，總樓面11,762方呎，[10]2019年2月斥資2.47532億元購入